# Big Hits (High Tide and Green Grass)
Big Hits (High Tide and Green Grass) je první best of album kapely The Rolling Stones vydané ve Spojených státech a to v roce 1966. Britská verze byla vydána až o sedm měsíců později, obsahovala jiné skladby a měla jiný obal. Album se na americkém žebříčku umístilo na třetím místě.
Toto výběrové album se v Británii objevilo na podzim 1966, tedy šest měsíců po vydání amerického Big Hits: High Tide and Green Grass. I v tomto případě se britská a americká verze desky od sebe odlišují. Díky tomu, že album určené pro britský trh vyšlo o půl roku později, reflektuje už přechod skupiny k psychedelické hudbě (např. zařazením singlového hitu "Paint It, Black"). Jinak ale pokrývá celé žánrové spektrum, kterým Rolling Stones do této doby prošli. Na albu se tak objevuje jak předělávka od Chucka Berryho "Come On", tak rocková vypalovačka "Have You Seen Your Mother Baby, Standing in the Shadow?", kořeny skupiny v R&B připomíná píseň "Little Red Rooster" (ta se vyskytuje jen na verzi určené pro Velkou Británii, kde s touto skladbou, na rozdíl od Spojených států, slavili úspěchy), přesah do folk-rocku zase "Lady Jane". Ani na jednom z alb však nechybí klasické hity jako "The Last Time", "Satisfaction", "Get Off of My Cloud" nebo "19th Nervous Breakdown", které zabodovaly na obou stranách Atlantiku. Tato deska nepřináší pouze to nejlepší z produkce Rolling Stones z jejich raného období, ale je zároveň velmi zdařilou ukázkou Jaggerova zpěvu a ještě nenarušené soudržnosti skupiny.

## Seznam skladeb v USA
Autory jsou Mick Jagger a Keith Richards, pokud není uvedeno jinak.
1. "(I Can't Get No) Satisfaction" - 3:43
2. "The Last Time" - 3:40
3. "As Tears Go By" (Mick Jagger/Keith Richard/Andrew Loog Oldham) - 2:45
4. "Time Is on My Side" (Norman Meade) - 2:58
5. "It's All Over Now" (Bobby Womack/Shirley Jean Womack) - 3:26
6. "Tell Me (You're Coming Back)" - 3:46
7. "19th Nervous Breakdown" - 3:56
8. "Heart Of Stone" - 2:50
9. "Get Off Of My Cloud" - 2:55
10. "Not Fade Away" (Buddy Holly/Norman Petty) - 1:48
11. "Good Times, Bad Times" - 2:31
12. "Play With Fire" - 2:13

## Seznam skladeb při britském vydání
Autory jsou Keith Richards a Mick Jagger, pokud není uvedeno jinak.
1. "Have You Seen You Mother, Baby, Standing In The Shadow?" - 2:34
2. "Paint It, Black" - 3:45
3. "It's All Over Now" (Bobby Womack/Shirley Jean Womack) - 3:27
4. "The Last Time" - 3:40
5. "Heart Of Stone" - 2:46
6. "Not Fade Away" (Buddy Holly/Norman Petty) - 1:48
7. "Come On" (Chuck Berry) - 1:49
8. "(I Can't Get No) Satisfaction" - 3:43
9. "Get Off Of My Cloud" - 2:55
10. "As Tears Go By" (Mick Jagger/Keith Richard/Andrew Loog Oldham) - 2:45
11. "19th Nervous Breakdown" - 3:57
12. "Lady Jane" - 3:08
13. "Time Is On My Side" (Norman Meade) - 2:53
14. "Little Red Rooster" (Willie Dixon) - 3:05